# La storia di un amore sbagliato/I quattro muri scrostati
La storia di un amore sbagliato/I quattro muri scrostati è un singolo di Wilma De Angelis pubblicato nel 1970 dalla casa discografica Boom record.

## Tracce
1. La storia di un amore sbagliato (Di Guglielmo Brezza e Silverio Sinagra)
2. I quattro muri scrostati (Di Giovanni D'Anzi e Vito Pallavicini